# Odynerus delphinalis
Odynerus delphinalis är en stekelart som beskrevs av Gir. Odynerus delphinalis ingår i släktet lergetingar, och familjen Eumenidae. Inga underarter finns listade i Catalogue of Life.